# Nemegtosauridae
Nemegtosauridae ("como los lagartos de Nemegt") es una familia inactiva de dinosaurios saurópodos característica del Cretácico inferior (hace aproximadamente 116 millones de años, en el Aptiense), al Cretácico superior (hace aproximadamente 65 millones de años, desde el Maastrichtiense) con ejemplares conocidos en Asia África y Sudamérica. Los nemegtosáuridos, son titanosauriano que presentan un cráneo muy parecido al de los diplodocoides, y un pequeño tamaño relativo.

## Historia
Es una familia que fue originariamente colocada dentro de los dicreosáuridos en 1990, en 1995 Upchuch crea una familia para los dos primeros géneros encontrados (Nemegtosaurus, Quaesitosaurus). Wilson en 2002 transfiere a estos dos géneros desde Diplodocoidea a Titanosauria. En 2004 Apesteguia describe al Bonitasaura presentando por primera vez el taxón en forma correcta usando el análisis cladistico, considerándolo un clado vástago. Aun así en ese mismo año Upchurch lo vuelve a Diplodocoidea con solo los dos géneros originales. En 2005 Curry Jones en un completo análisis cladistico de titanosauria vuelve a colocarlo dentro de estos.

## Sistemática
Se define como todos los titanosaurianos más cercanos a Nemegtosaurus mongoliensis (Haughton, 1928) que a Saltasaurus loricatus (Bonaparte y Powell, 1980).
El siguiente cladograma sigue el análisis de Zaher et al. (2011).
|  | Nemegtosaurus                                                 |
|  |                                                               |
|  | \| \| Rapetosaurus \| \| \| \| \| \| Tapuiasaurus \| \| \| \| |
|  |                                                               |
|  | Rapetosaurus                                                  |
|  |                                                               |
|  | Tapuiasaurus                                                  |
|  |                                                               |

|  | Rapetosaurus |
|  |              |
|  | Tapuiasaurus |
|  |              |

|  | Alamosaurus        |
|  |                    |
|  | Opisthocoelicaudia |
|  |                    |

|  | Neuquensaurus |
|  |               |
|  | Saltasaurus   |
|  |               |

|  | Alamosaurus        |
|  |                    |
|  | Opisthocoelicaudia |
|  |                    |

|  | Neuquensaurus |
|  |               |
|  | Saltasaurus   |
|  |               |

|  | Alamosaurus        |
|  |                    |
|  | Opisthocoelicaudia |
|  |                    |

|  | Neuquensaurus |
|  |               |
|  | Saltasaurus   |
|  |               |

|  | Alamosaurus        |
|  |                    |
|  | Opisthocoelicaudia |
|  |                    |

|  | Neuquensaurus |
|  |               |
|  | Saltasaurus   |
|  |               |

|  | Alamosaurus        |
|  |                    |
|  | Opisthocoelicaudia |
|  |                    |

|  | Neuquensaurus |
|  |               |
|  | Saltasaurus   |
|  |               |

|  | Alamosaurus        |
|  |                    |
|  | Opisthocoelicaudia |
|  |                    |

|  | Neuquensaurus |
|  |               |
|  | Saltasaurus   |
|  |               |

|  | Alamosaurus        |
|  |                    |
|  | Opisthocoelicaudia |
|  |                    |

|  | Neuquensaurus |
|  |               |
|  | Saltasaurus   |
|  |               |

|  | Alamosaurus        |
|  |                    |
|  | Opisthocoelicaudia |
|  |                    |

|  | Neuquensaurus |
|  |               |
|  | Saltasaurus   |
|  |               |

|  | Nemegtosaurus                                                 |
|  |                                                               |
|  | \| \| Rapetosaurus \| \| \| \| \| \| Tapuiasaurus \| \| \| \| |
|  |                                                               |
|  | Rapetosaurus                                                  |
|  |                                                               |
|  | Tapuiasaurus                                                  |
|  |                                                               |

|  | Rapetosaurus |
|  |              |
|  | Tapuiasaurus |
|  |              |

|  | Alamosaurus        |
|  |                    |
|  | Opisthocoelicaudia |
|  |                    |

|  | Neuquensaurus |
|  |               |
|  | Saltasaurus   |
|  |               |

|  | Alamosaurus        |
|  |                    |
|  | Opisthocoelicaudia |
|  |                    |

|  | Neuquensaurus |
|  |               |
|  | Saltasaurus   |
|  |               |

|  | Alamosaurus        |
|  |                    |
|  | Opisthocoelicaudia |
|  |                    |

|  | Neuquensaurus |
|  |               |
|  | Saltasaurus   |
|  |               |

|  | Alamosaurus        |
|  |                    |
|  | Opisthocoelicaudia |
|  |                    |

|  | Neuquensaurus |
|  |               |
|  | Saltasaurus   |
|  |               |

|  | Alamosaurus        |
|  |                    |
|  | Opisthocoelicaudia |
|  |                    |

|  | Neuquensaurus |
|  |               |
|  | Saltasaurus   |
|  |               |

|  | Alamosaurus        |
|  |                    |
|  | Opisthocoelicaudia |
|  |                    |

|  | Neuquensaurus |
|  |               |
|  | Saltasaurus   |
|  |               |

|  | Alamosaurus        |
|  |                    |
|  | Opisthocoelicaudia |
|  |                    |

|  | Neuquensaurus |
|  |               |
|  | Saltasaurus   |
|  |               |

|  | Alamosaurus        |
|  |                    |
|  | Opisthocoelicaudia |
|  |                    |

|  | Neuquensaurus |
|  |               |
|  | Saltasaurus   |
|  |               |

|  | Nemegtosaurus                                                 |
|  |                                                               |
|  | \| \| Rapetosaurus \| \| \| \| \| \| Tapuiasaurus \| \| \| \| |
|  |                                                               |
|  | Rapetosaurus                                                  |
|  |                                                               |
|  | Tapuiasaurus                                                  |
|  |                                                               |

|  | Rapetosaurus |
|  |              |
|  | Tapuiasaurus |
|  |              |

|  | Alamosaurus        |
|  |                    |
|  | Opisthocoelicaudia |
|  |                    |

|  | Neuquensaurus |
|  |               |
|  | Saltasaurus   |
|  |               |

|  | Alamosaurus        |
|  |                    |
|  | Opisthocoelicaudia |
|  |                    |

|  | Neuquensaurus |
|  |               |
|  | Saltasaurus   |
|  |               |

|  | Alamosaurus        |
|  |                    |
|  | Opisthocoelicaudia |
|  |                    |

|  | Neuquensaurus |
|  |               |
|  | Saltasaurus   |
|  |               |

|  | Alamosaurus        |
|  |                    |
|  | Opisthocoelicaudia |
|  |                    |

|  | Neuquensaurus |
|  |               |
|  | Saltasaurus   |
|  |               |

|  | Alamosaurus        |
|  |                    |
|  | Opisthocoelicaudia |
|  |                    |

|  | Neuquensaurus |
|  |               |
|  | Saltasaurus   |
|  |               |

|  | Alamosaurus        |
|  |                    |
|  | Opisthocoelicaudia |
|  |                    |

|  | Neuquensaurus |
|  |               |
|  | Saltasaurus   |
|  |               |

|  | Alamosaurus        |
|  |                    |
|  | Opisthocoelicaudia |
|  |                    |

|  | Neuquensaurus |
|  |               |
|  | Saltasaurus   |
|  |               |

|  | Alamosaurus        |
|  |                    |
|  | Opisthocoelicaudia |
|  |                    |

|  | Neuquensaurus |
|  |               |
|  | Saltasaurus   |
|  |               |

|  | Nemegtosaurus                                                 |
|  |                                                               |
|  | \| \| Rapetosaurus \| \| \| \| \| \| Tapuiasaurus \| \| \| \| |
|  |                                                               |
|  | Rapetosaurus                                                  |
|  |                                                               |
|  | Tapuiasaurus                                                  |
|  |                                                               |

|  | Rapetosaurus |
|  |              |
|  | Tapuiasaurus |
|  |              |

|  | Alamosaurus        |
|  |                    |
|  | Opisthocoelicaudia |
|  |                    |

|  | Neuquensaurus |
|  |               |
|  | Saltasaurus   |
|  |               |

|  | Alamosaurus        |
|  |                    |
|  | Opisthocoelicaudia |
|  |                    |

|  | Neuquensaurus |
|  |               |
|  | Saltasaurus   |
|  |               |

|  | Alamosaurus        |
|  |                    |
|  | Opisthocoelicaudia |
|  |                    |

|  | Neuquensaurus |
|  |               |
|  | Saltasaurus   |
|  |               |

|  | Alamosaurus        |
|  |                    |
|  | Opisthocoelicaudia |
|  |                    |

|  | Neuquensaurus |
|  |               |
|  | Saltasaurus   |
|  |               |

|  | Alamosaurus        |
|  |                    |
|  | Opisthocoelicaudia |
|  |                    |

|  | Neuquensaurus |
|  |               |
|  | Saltasaurus   |
|  |               |

|  | Alamosaurus        |
|  |                    |
|  | Opisthocoelicaudia |
|  |                    |

|  | Neuquensaurus |
|  |               |
|  | Saltasaurus   |
|  |               |

|  | Alamosaurus        |
|  |                    |
|  | Opisthocoelicaudia |
|  |                    |

|  | Neuquensaurus |
|  |               |
|  | Saltasaurus   |
|  |               |

|  | Alamosaurus        |
|  |                    |
|  | Opisthocoelicaudia |
|  |                    |

|  | Neuquensaurus |
|  |               |
|  | Saltasaurus   |
|  |               |